# Дрниш
Дрниш (хорв. Drniš) — місто на півдні Хорватії, в північній Далмації, на півдорозі між Шибеником та Книном. Входить до складу Шибеницько-Книнської жупанії. Багате історичними пам'ятками. Населення в самому місті налічує 3332 осіб (2001), тоді як населення муніципалітету Дрниш, куди також входять два десятки навколишніх сіл, становить 8595 жителів, За переписом 2001 року, 91,16 % населення визнали себе хорватами.

## Історія
Виникло як укріплення в часи турецької навали. Вперше згадується 8 березня 1494 р. в договорі купівлі-продажу під назвою Sub Darnis, однак місцевість зберігає сліди давнішої хорватської фортеці. 1522 року завойоване турками-османами з огляду на його стратегічне положення. Багато будівель з того періоду зберігаються донині. В добу бароко, збудовану турками мечеть було перетворено на церкву. У 1918 році місто було окуповано італійськими військами, які залишалися там до виведення в 1921 році в результаті Рапалльського договору. Місто згодом увійшло до складу Королівства сербів, хорватів і словенців.
16 вересня 1991 р. під час хорватської війни за незалежність, Дрниш піддався нападу з боку сил 9-го Корпусу Югославської Народної Армії та ополченців САО Країна на чолі з генералом Ратко Младичем. Під мінометним вогнем хорватське населення рятувалося втечею, а місто було включено до складу Республіки Сербська Країна. У цей період місто та навколишні хорватські села зазнали великих руйнувань і пограбувань. У серпні 1995 року під час військової операції «Буря» над містом було відновлено хорватський державний контроль, і тепер уже сербське населення рятувалося втечею в Сербію та Боснію і Герцеговину. Цього разу зазнали значних руйнувань і пограбувань навколишні сербських села.

## Географія і клімат
Через місто тече річка Чікола. Дрниш разом з околицями легко доступні з усіх куточків Хорватії завдяки дуже хорошим автодорогам та залізничному сполученню. Із Шибеника до Дрниша можна дістатися за 20 хвилин автомобільної їзди.
Клімат цієї області різноманітний і мінливий. Вітри дмуть такі: східний, південно-східний і західний або бора, юго і містраль відповідно.
Середня річна температура становить 13,46 °C, середня максимальна — 28,64 °C, а середня мінімальна — -1,22 °C. Середня річна кількість опадів — 857 мм.
| Клімат міста                                  | Клімат міста | Клімат міста | Клімат міста | Клімат міста | Клімат міста | Клімат міста | Клімат міста | Клімат міста | Клімат міста | Клімат міста | Клімат міста | Клімат міста | Клімат міста |
| Показник                                      | Січ.         | Лют.         | Бер.         | Квіт.        | Трав.        | Черв.        | Лип.         | Серп.        | Вер.         | Жовт.        | Лист.        | Груд.        |              |
| Середній максимум, °C                         | 9,85         | 10,68        | 13,68        | 17,27        | 22,29        | 26,05        | 28,64        | 28,32        | 23,61        | 18,73        | 13,44        | 10,42        |              |
| Середня температура, °C                       | 4,32         | 5,15         | 8,16         | 11,73        | 16,74        | 20,52        | 23,93        | 23,60        | 18,88        | 14,01        | 8,72         | 5,70         |              |
| Середній мінімум, °C                          | −1,22        | −0,38        | 2,62         | 6,20         | 11,22        | 15,00        | 19,21        | 18,86        | 14,16        | 9,30         | 4,00         | 0,97         |              |
| Норма опадів, мм                              | 72           | 64           | 69           | 76           | 62           | 61           | 38           | 51           | 79           | 90           | 106          | 89           |              |
| Середньомісячна швидкість вітру, м/с          | 1.96         | 2.19         | 2.40         | 2.37         | 2.10         | 1.89         | 1.89         | 1.73         | 1.83         | 1.89         | 2.20         | 2.19         |              |
| Середньомісячна сонячна радіація, кДж/м²·день | 5349         | 8092         | 11774        | 16248        | 20182        | 22684        | 24435        | 21380        | 15955        | 10271        | 5741         | 4562         |              |
| --------------------------------------------- | ------------ | ------------ | ------------ | ------------ | ------------ | ------------ | ------------ | ------------ | ------------ | ------------ | ------------ | ------------ | ------------ |
| Джерело:                                      |              |              |              |              |              |              |              |              |              |              |              |              |              |

## Населення
Населення громади за даними перепису 2011 року становило 7 498 осіб. Населення самого міста становило 3 144 осіб.
Динаміка чисельності населення громади:
Динаміка чисельності населення міста:

## Населені пункти
Крім міста Дрниш, до громади також входять:
- Бадань
- Біочич
- Богачич
- Брищане
- Дриновці
- Кадина Главиця
- Каняне
- Каочине
- Каралич
- Ключ
- Крицьке
- Лишняк
- Міочич
- Нос-Калик
- Паково Село
- Парчич
- Покровник
- Радонич
- Седрамич
- Сиверич
- Ширитовці
- Штиково
- Теплюх
- Трбоунє
- Велушич
- Житнич

## Святий покровитель
Покровителем міста Дрниш визнається Святий Рох (хорв. Sv. Роко), якого і зображено на гербі. Покровителем його обрано в 1731 році, коли в місті та довколишній місцевості спалахнула пошесть чуми. На його честь щороку 16 серпня проходить великий фестиваль (Rokovo).

## Відомі особистості
В поселенні народилась:
- Еція Ойданич (* 1974) — хорватська акторка.